# 劉雨柔
劉雨柔（1987年5月26日—），臺灣模特兒、演員，出生於台北市。米兔哥娛樂旗下簽約藝人，於2008年參與《決戰第一名》後正式出道。劉雨柔的父親為馬來西亞華人，其兄劉雨凱也是演員與模特兒。

## 個人生活
2017年與格鬥選手黃育仁結婚，2022年離婚。2023年公佈與籃球運動員胡凱翔的戀情，2025年兩人結婚。同年7月16日劉雨柔順利誕下女兒「小花生」。

## 演出作品

### 電視劇
| 年分   | 播出頻道   | 劇名            | 角色 |
| ------ | ---------- | --------------- | ---- |
| 2007年 | 華視       | 熱情仲夏        | 雨柔 |
| 2007年 | 公視       | 我在墾丁*天氣晴 | 雨柔 |
| 2008年 | 台視       | 幸福的抉擇      | 雨柔 |
| 2013年 | 中天綜合台 | PMAM            | 可安 |
| 2014年 | 中天綜合台 | PMAM美好侦探社  | 曉蕾 |
| 2018年 | 愛奇藝     | 冰火奇緣        | 王涵 |

### MV
- 2003年：麻吉弟弟《受不了》
- 2005年：品冠《愛情不能做比較》

## 主持作品
- 美眉向前行
- 單機小妞拍拍走
- 綜藝百分百

## 外部連結
- 劉雨柔的Facebook專頁
- 劉雨柔的新浪微博